# Jan Proskura Suszczański
Jan Proskura Suszczański herbu Krzyżostrzał – podczaszy kijowski w latach 1655–1679, cześnik kijowski w latach 1649–1654, rotmistrz królewski.
Poseł sejmiku włodzimierskiego województwa kijowskiego na sejm zwyczajny 1654 roku.
Był elektorem Michała Korybuta Wiśniowieckiego z województwa kijowskiego w 1669 roku. W 1674 roku był elektorem Jana III Sobieskiego z  województwa kijowskiego.